# Plethadenia granulata
Plethadenia granulata är en vinruteväxtart som beskrevs av Ignatz Urban. Plethadenia granulata ingår i släktet Plethadenia och familjen vinruteväxter. Inga underarter finns listade i Catalogue of Life.